# توروو، شهرستان مووا
توروو، شهرستان مووا (به لاتین: Turowo, Mława County) یک منطقهٔ مسکونی در لهستان است که در Gmina Wieczfnia Kościelna واقع شده‌است.